# Európai Filmdíjak 1988
A 1. Európai Filmdíj-átadó ünnepséget (1st European Film Awards) ~ a díj akkori neve után Felix-gálát – 1988. november 26-án tartották meg Nyugat-Berlinben, a Theater des Westens színházban. A gálán a tagországok által nevezett, 1988-ban hivatalosan bemutatott alkotások közül az Európai Filmakadémia zsűrije által legjobbnak tartott filmeket, illetve alkotóikat részesítették elismerésben.
Nyugat-Berlin, mint Európa kulturális fővárosa kapta meg 1988-ban a lehetőséget, hogy megrendezze az újonnan alapított filmdíj gáláját, amelyet tizennyolc kelet- és nyugat-európai ország televíziója tűzött műsorára. A díjátadóhoz külön szignált komponált Giorgio Moroder olasz zeneszerző, amit egy nagyzenekar adott elő a kelet-német Günther Fischer zeneszerző vezényletével. Az ünnepi műsort két nyugat-német tévésztár, Desirée Nosbusch és Jan Niklas vezette.
Az európai film nagyságának bemutatására készítettek egy összeállítást olyan kiváló alkotások részleteinek, plakátjainak és zenéinek felhasználásával, mint a Patyomkin páncélos (1925), a Metropolis (1927), az Andalúziai kutya (1929), A kék angyal (1930), a Szerelmesek városa (1945), az Országúton (1954), A nap vége (1957), vagy az Arábiai Lawrence (1962).
Az 1988. augusztus 31-i határidőig 27 európai ország nevezte legjobb alkotásait az újonnan alapított filmdíjra, két kategóriában: a legjobb film és a legjobb újoncfilm. Az alkotói kategóriákba történő jelölésről az akadémia ideiglenes igazgatótanácsa által felkért következő héttagú bizottság döntött:
Doris Blum filmkritikus (NSZK), Henning Carlsen filmrendező (Dánia), Derek Malcolm filmkritikus (Egyesült Királyság), Mészáros Márta filmrendező (Magyarország), George Reinhart filmproducer (Svájc), Günter Reisch filmrendező (NDK), Marie-Noëlle Tranchant filmkritikus (Franciaország).
Magyarország Szabó István „német trilógiájának” harmadik, befejező darabját jelentő Hanussent, valamint Tarr Béla Kárhozat című filmdrámáját nevezte a díjra. Végül is az előbbi főszereplőjét, az osztrák Klaus Maria Brandauert a legjobb színész kategóriában jelölték, míg az utóbbit a legjobb újoncfilmek versenyében; díjat azonban egyik alkotás sem kapott.
A legtöbb jelölést – ötöt – a brit Terence Davies az 1988-as cannes-i filmfesztiválon a filmkritikusok díját nyert drámája, a Távoli hangok, csendélet kapta, azonban egyik jelölését sem tudta díjra váltani. A legsikeresebb alkotás az örmény származású Szergej Paradzsanov grúz-szovjet drámája szerelmes költő főhősének vándorlását bemutató Asik-Kerib lett: a mesés látványvilágért három alkotója vehette át a Felixet.
Érdekessége volt az első díjazásnak, hogy a filmek látvány- és hangzásvilágát megteremtő alkotók (operatőrök, a díszlettervezők, vágók, filmzeneszerzők stb.) munkáját egy közös különleges látvány díja elnevezésű kategóriában értékelték, melyet az Asik-Kerib látványtervezői nyertek, ezért az ugyancsak e kategóriában nevezett szovjet Az elsötétülés napjai zenéjét jegyző Jurij Hánin a zsűri különdíja a legjobb zenének (Special Jury Award for Best Music) elismerést vehette át.
A díjátadó emelkedett pillanatai voltak, amikor az európai filmművészet két ikonikus alakját, Ingmar Bergmant és Marcello Mastroiannit köszöntötték, s adták át részükre az akadémia életműdíját.
Az est záróaktusaként a díjazás ötletét adó tizenhárom neves filmes személyiség nevében Szabó István köszöntötte a hallgatóságot, majd olvasta fel az európai filmkultúra megerősítését, az Európai Filmakadémia létrehozását célzó, és a földrész filmkészítőinek csatlakozására vonatkozó felhívásukat.

## A zsűri tagjai
- Isabelle Huppert színésznő, a szűri elnöke –  Franciaország
- Liliana Cavani filmrendező-forgatókönyvíró –  Olaszország
- Bernd Eichinger filmproducer –  NSZK
- Ben Kingsley színész –  Egyesült Királyság
- Nyikita Szergejevics Mihalkov színész. rendező –  Szovjetunió
- Míkisz Theodorákisz zeneszerző –  Görögország
- Krzysztof Zanussi filmrendező –  Lengyelország

## Válogatás
| Az év legjobb európai filmje 1. Asik-Kerib (Ашик-Кериб) (Asik Kerib) – rendező: Szergej Paradzsanov 2. Au revoir les enfants (Viszontlátásra, gyerekek!) – rendező: Louis Malle 3. Codice privato – rendező: Francesco Maselli 4. Der Himmel über Berlin (Berlin felett az ég) – rendező: Wim Wenders 5. Distant Voices, Still Lives (Távoli hangok, csendélet) – rendező: Terence Davies 6. Einer trage des anderen Last... (Egyik viseli a másik terhét) – rendező: Lothar Warneke 7. El bosque animado (Eleven erdő) – rendező: José Luis Cuerda 8. Gece yolculugu – rendező: Ömer Kavur 9. Hanussen – rendező: Szabó István 10. Helsinki-Napoli – All Night Long – rendező: Mika Kaurismäki 11. Hip hip hurra! (Átmulatott éjszaka) – rendező: Kjell Grede 12. Í skugga hrafnsins – rendező: Hrafn Gunnlaugsson 13. Iacob – rendező: Mircea Daneliuc 14. Krótki film o zabijaniu (Rövidfilm a gyilkolásról) – rendező: Krzysztof Kieślowski 15. Mit meinen heißen Tränen (Forró könnyeimmel) – rendező: Fritz Lehner 16. Os canibais – rendező: Manoel de Oliveira 17. Pelle Erobreren (Hódító Pelle) – rendező: Bille August 18. Proč? (Miért?) – rendező: Karel Smyczek 19. Spoorloos (Nyomtalanul) – rendező: George Sluizer 20. Ta paidia tis Helidonas – rendező: Costas Vrettakos 21. Vreme na nasilie (Janicsárok fogságában) – rendező: Ljudmil Sztajkov 22. Za sada bez dobrog naslova – rendező: Srdjan Karanović | Az év legjobb európai újoncfilmje 1. A szega nakde? (А сега накъде) – rendező: Rangel Vulcsanov 2. Das Mädchen mit den Feuerzeugen – rendező: Ralf Huettner 3. De Laatste Reis – rendező: Kees Hin 4. Dni zatmenija (Дни затмения) (Az elsötétülés napjai) – rendező: Alekszandr Szokurov 5. Domani accadrà – rendező: Daniele Luchetti 6. Dům pro dva – rendező: Miloš Zábranský 7. Enas erodios gia tin Germania – rendező: Stavros Tornes 8. Epidemic (Járvány) – rendező: Lars von Trier 9. Kárhozat – rendező: Tarr Béla 10. Mujeres al borde de un ataque de nervios (Asszonyok a teljes idegösszeomlás szélén) – rendező: Pedro Almodóvar 11. Neka cudna zemlja – rendező: Dragan Marinković 12. O Bobo – rendező: Morais-José Alvaro 13. Ofelaš (Nyomkereső) – rendező: Nils Gaup 14. Provinssirock – rendező: Marjaana Mykkänen 15. Reefer and the Model – rendező: Joe Comerford 16. Stormy Monday (Viharos hétfő) – rendező: Mike Figgis 17. ? (Mindennek ellenére) |

## Díjazottak és jelöltek
| „Díjazott” – szürkéskék háttérrel   |
| „Jelölt” – világos szürke háttérrel |

### Legjobb film
| Magyar címe               | Eredeti címe                | Rendező              | Ország             |
| ------------------------- | --------------------------- | -------------------- | ------------------ |
| Rövidfilm a gyilkolásról  | Krótki film o zabijaniu     | Krzysztof Kieślowski | Lengyelország      |
| Berlin felett az ég       | Der Himmel über Berlin      | Wim Wenders          | NSZK               |
| –––                       | El bosque animado           | José Luis Cuerda     | Spanyolország      |
| Iacob                     | Iacob                       | Mircea Daneliuc      | Románia            |
| Hódító Pelle              | Pelle Erobreren             | Bille August         | Dánia              |
| Távoli hangok, csendélet  | Distant Voices, Still Lives | Terence Davies       | Egyesült Királyság |
| Viszontlátásra, gyerekek! | Au revoir les enfants       | Louis Malle          | Franciaország      |

### Legjobb újoncfilm
| Magyar címe                              | Eredeti címe                             | Rendező             | Ország                                         |
| ---------------------------------------- | ---------------------------------------- | ------------------- | ---------------------------------------------- |
| Asszonyok a teljes idegösszeomlás szélén | Mujeres al borde de un ataque de nervios | Pedro Almodóvar     | Spanyolország                                  |
| Az elsötétülés napjai                    | Dni zatmenija (Дни затмения)             | Alekszandr Szokurov | Szovjetunió                                    |
| –––                                      | Domani accadrà                           | Daniele Luchetti    | Olaszország                                    |
| Kárhozat                                 | Kárhozat                                 | Tarr Béla           | Magyarország                                   |
| Nyomkereső                               | Ofelaš                                   | Nils Gaup           | Norvégia                                       |
| –––                                      | Reefer and the Model                     | Joe Comerford       | Írország                                       |
| Viharos hétfő                            | Stormy Monday                            | Mike Figgis         | Egyesült Királyság · Amerikai Egyesült Államok |

### Legjobb rendező
| Nyertes és jelöltek | Magyar címe               | Eredeti címe                          |
| ------------------- | ------------------------- | ------------------------------------- |
| Wim Wenders         | Berlin felett az ég       | Der Himmel über Berlin                |
| Terence Davies      | Távoli hangok, csendélet  | Distant Voices, Still Lives           |
| Louis Malle         | Viszontlátásra, gyerekek! | Au revoir les enfants                 |
| Manoel de Oliveira  | –––                       | Os canibais                           |
| Szergej Paradzsanov | Asik Kerib                | Asik-Kerib (Ашик-Кериб) / Asug-Karibi |

### Legjobb színésznő
| Nyertes és jelöltek   | Magyar címe                              | Eredeti címe                             |
| --------------------- | ---------------------------------------- | ---------------------------------------- |
| Carmen Maura          | Asszonyok a teljes idegösszeomlás szélén | Mujeres al borde de un ataque de nervios |
| Tinna Gunnlaugsdóttir | –––                                      | Í skugga hrafnsins                       |
| Ornella Muti          | –––                                      | Codice privato                           |
| Carol Scanlan         | –––                                      | Reefer and the Model                     |

### Legjobb színész
| Nyertes és jelöltek   | Magyar címe       | Eredeti címe             |
| --------------------- | ----------------- | ------------------------ |
| Max von Sydow         | Hódító Pelle      | Pelle erobreren          |
| Klaus Maria Brandauer | Hanussen          | Hanussen                 |
| Alfredo Landa         | –––               | El bosque animado        |
| Dorel Vişan           | Iacob             | Iacob                    |
| Udo Samel             | Forró könnyeimmel | Mit meinen heißen Tränen |

### Legjobb mellékszereplő színésznő
| Nyertes és jelöltek | Magyar címe                 | Eredeti címe                 |
| ------------------- | --------------------------- | ---------------------------- |
| Johanna ter Steege  | Nyomtalanul                 | Spoorloos                    |
| Lene Brøndum        | Átmulatott éjszaka          | Hip Hip Hurrah!              |
| Freda Dowie         | Távoli hangok, csendélet    | Distant Voices, Still Lives  |
| Karin Gregorek      | Egyik viseli a másik terhét | Einer trage des anderen Last |

### Legjobb mellékszereplő színész
| Nyertes és jelöltek | Magyar címe         | Eredeti címe              |
| ------------------- | ------------------- | ------------------------- |
| Curt Bois           | Berlin felett az ég | Der Himmel über Berlin    |
| Björn Granath       | Hódító Pelle        | Pelle erobreren           |
| Ray McBride         | –––                 | Reefer and the Model      |
| Wojciech Pszoniak   | Forró könnyeimmel   | Mit meinen heißen Tränen  |
| Helgi Skúlason      | Nyomkereső –––      | Ofelaš Í skugga hrafnsins |

### Legjobb ifjú színész / színésznő
| Díjazott         | Magyar címe      | Eredeti címe |
| ---------------- | ---------------- | ------------ |
| Isabelle Huppert | A zongoratanárnő | La pianiste  |

### Legjobb forgatókönyvíró
| Nyertes és jelöltek                             | Magyar címe                 | Eredeti címe                 |
| ----------------------------------------------- | --------------------------- | ---------------------------- |
| Louis Malle                                     | Viszontlátásra, gyerekek!   | Au revoir, les enfants       |
| Terence Davies                                  | Távoli hangok, csendélet    | Distant Voices, Still Lives  |
| Manoel de Oliveira                              | –––                         | Os canibais                  |
| Wolfgang Held                                   | Egyik viseli a másik terhét | Einer trage des anderen Last |
| Daniele Luchetti Franco Bernini Angelo Pasquini | –––                         | Domani accadrà               |

### Különleges látvány díja
| Nyertesek és jelöltek                                    | Foglalkozás     | Magyar cím                               | Eredeti cím                               |
| -------------------------------------------------------- | --------------- | ---------------------------------------- | ----------------------------------------- |
| Gogi Alekszi-Meszhisvili Niko Zandukeli Sota Gogolasvili | látványtervezők | Asik Kerib                               | Asik-Kerib (Ашик-Кериб) / Asug-Karibi     |
| Henri Alekan                                             | operatőr        | Berlin felett az ég                      | Der Himmel über Berlin                    |
| Mário Barroso                                            | operatőr        | –––                                      | Os canibais                               |
| Terence Davies                                           | zeneszerző      | Távoli hangok, csendélet                 | Distant Voices, Still Lives               |
| Félix Murcia                                             | látványtervező  | Asszonyok a teljes idegösszeomlás szélén | Mujeres al borde de un ataque de nervios) |

### Az Európai Filmakadémia életműdíja
| Díjazottak           | Foglalkozás                  | Ország      |
| -------------------- | ---------------------------- | ----------- |
| Ingmar Bergman       | filmrendező, forgatókönyvíró | Svédország  |
| Marcello Mastroianni | színész                      | Olaszország |

### Zsűri különdíja
| Díjazott            | Foglalkozás | Magyar cím        | Eredeti cím      |
| ------------------- | ----------- | ----------------- | ---------------- |
| Bernardo Bertolucci | filmrendező | Az utolsó császár | The Last Emperor |

### Zsűri különdíja a legjobb zenének
| Díjazott    | Magyar címe           | Eredeti címe                  |
| ----------- | --------------------- | ----------------------------- |
| Jurij Hánin | Az elsötétülés napjai | Dni zatmenija (Дни затмения ) |

### Érdemdíj
| Díjazott             | Foglalkozás               | Magyar cím               | Eredeti cím              |
| -------------------- | ------------------------- | ------------------------ | ------------------------ |
| Richard Attenborough | filmrendező, filmproducer | Különleges alkotásaiért. | Különleges alkotásaiért. |